# Gare de Nuneaton
La gare de Nuneaton est une gare ferroviaire desservant la ville de Nuneaton au Royaume-Uni.

## Situation ferroviaire
.

## Histoire
La gare d'origine a été ouverte le 15 octobre 1847 lorsque le London and North Western Railway (LNWR) a ouvert la Trent Valley line. Cette gare a été conçue par l'architecte anglais John Livock